# Silabah Jaya
Silabah Jaya is een bestuurslaag in het regentschap Simalungun van de provincie Noord-Sumatra, Indonesië. Silabah Jaya telt 1612 inwoners (volkstelling 2010).